# Helenensee (Rinteln)
Der Helenensee ist eine ehemalige Kiesgrube nordwestlich von Rinteln im Landkreis Schaumburg. Er besteht aus zwei Teilseen, die nur bei höherem Wasserstand miteinander verbunden sind. Der mesotrophe See liegt im natürlichen Überschwemmungsgebiet der Weser und befindet sich nördlich des Flusses.
Der See entstand in den 1950er- und 1960er-Jahren durch Kiesabbau. Nach dem Ende der Nutzung als Kiesgrube wurde das 16,5 Hektar große Gelände 1968 verkauft und zum Naherholungsgebiet mit einem Campingplatz umgestaltet. Später wurde dies zum Erholungsgebiet Helenensee entwickelt. Heute befinden sich auf dem Gelände des Erholungsgebietes Wochenendhäuser, Mobilhäuser sowie ein Camping- und Zeltplatz.
Das Erholungsgebiet wird von landwirtschaftlichen Nutzflächen sowie einem kleinen Waldgebiet begrenzt. Im Süden grenzt es an die als Weserbahn bezeichnete Bahnstrecke Elze–Löhne, im Osten an ein Gewerbegebiet. Im westlichen Teil des Sees, der als Bade- und Angelsee genutzt wird, ist eine Badeinsel verankert. Im östlichen Teil befindet sich eine natürliche Insel und eine Badestelle mit Sandstrand am südöstlichen Ufer.